# 第173回国会

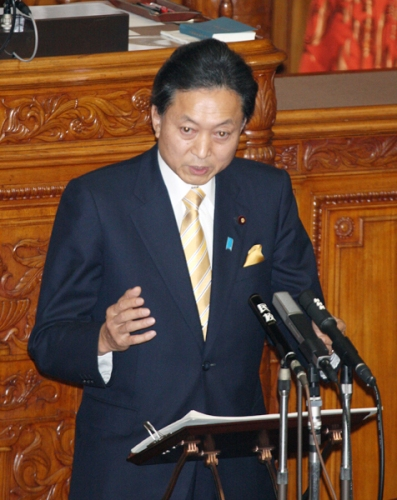
所信表明演説を行う鳩山由紀夫内閣総理大臣

第173回国会（だい173かいこっかい）は、2009年10月26日に召集された臨時国会である。会期は12月4日までの40日間であった。

## 概要
民主党代表・鳩山由紀夫内閣総理大臣の就任後初めてとなる所信表明演説が行われた。また、鳩山由紀夫内閣は亀井静香郵政改革担当大臣の強い意向により郵政民営化凍結法案を提出し、審議が行われた。
対する野党は、自由民主党が谷垣禎一総裁を新たに選出。自民党と連立与党を組んでいた公明党（自公連立政権）は、与党時代に行っていた自民党との幹部協議を拒否し独自路線で臨む方針を示した。
当初の会期は11月30日までであったが、前述の郵政民営化凍結法案を今国会中に成立させることを目的として会期を延長した。
自民党は党首討論の開催を求めていたが、与党民主党は拒否したため党首討論が行われなかった。1999年11月10日に初めて党首討論が行われて以降において、党首討論が行われなかった国会の中で40日間という会期は最長日数である。

## 各党・会派の議席数
| 2009年10月25日時点 - 民主党・無所属クラブ - 311 - 自由民主党・改革クラブ - 119 - 公明党 - 21 - 日本共産党 - 9 - 社会民主党・市民連合 - 7 - みんなの党 - 5 - 国民新党 - 3 - 国益と国民の生活を守る会 - 3 - 各党派に属しない議員 - 2（議長：横路孝弘 - 民主党から離脱、副議長：衛藤征士郎 - 自由民主党から離脱） | 計242、2009年12月2日時点 - 民主党・新緑風会・国民新・日本 - 120 - 自由民主党・改革クラブ - 85 - 公明党 - 21 - 日本共産党 - 7 - 社会民主党・護憲連合 - 5 - みんなの党 - 1（12月に川田龍平が入党） - 各派に属しない議員 - 3（議長・副議長各1、沖縄社会大衆党1） |

## 今国会で成立した法律
- 肝炎対策基本法
- 原爆症認定集団訴訟の原告に係る問題の解決のための基金に対する補助に関する法律（原爆症基金法）
- 新型インフルエンザ予防接種による健康被害の救済等に関する特別措置法（新型インフルエンザ対策法）
- 中小企業者等に対する金融の円滑化を図るための臨時措置に関する法律（返済猶予法、モラトリアム法）
- 日本郵政株式会社、郵便貯金銀行及び郵便保険会社の株式の処分の停止等に関する法律（郵政株売却凍結法）

本国会中に成立した法律等は第173回国会制定法律の一覧を参照のこと。

## 今国会の動き

### 召集前
- 9月28日 - 自民党が総裁選挙を実施。谷垣禎一が新総裁に選出される。
- 10月16日 - 改革クラブに中村喜四郎が入党、政党要件を回復。
- 10月25日 - 神奈川県選挙区・静岡県選挙区で補欠選挙の投開票実施。

### 会期中
- 10月26日 - 召集。鳩山内閣総理大臣の所信表明演説。
- 10月28日〜30日 - 代表質問。民主、国民新両党は衆議院での代表質問は行わない。
- 11月30日 - 肝炎対策基本法が参院本会議で自民党以外の賛成で可決成立した（自民党は欠席）。民主・社民・国民新の与党3党は臨時国会の会期を12月4日まで4日間延長することを衆院本会議で議決した。共産・公明は反対。自民は本会議を欠席。
- 12月1日 - 衆議院本会議で、郵政株式売却凍結法案が採択され、民主党・社民党・国民新党の与党と共産党の賛成多数で可決した。公明党・みんなの党は反対、自民党は欠席した。また、原爆症基金法が、欠席した自民党以外の賛成で可決、成立した。
- 12月4日 - 郵政民営化凍結法案が欠席した自民党以外の賛成で可決成立。郵政株式売却法案が参院本会議で採決され、民主党・社民党・国民新党の与党と共産党の賛成多数で可決・成立した。公明党は反対、自民党は欠席した。閉会。

## おことばについての論議
鳩山内閣で外務大臣だった岡田克也は、2009年10月23日に開かれた閣議後の閣僚懇談会で記者団の質問に対し、国会開会式での天皇のおことばについて、「陛下の思いが少しは入った言葉がいただけるような工夫を考えてほしい」と述べ、宮内庁に対し、おことばの見直しを検討するよう求めた。
しかし、天皇の政治利用だとして、民主党の西岡武夫参院議院運営委員長は「おことばを政治的にあれこれいうのは極めて不適切だ」、福島瑞穂消費者担当大臣は「慎重に考えるべきだ。現状でいい」、自民党の大島理森幹事長は、「行き過ぎた発言で、民主党のおごりを感じる」と与野党から批判の声があがった。